# 歐洲貨幣管理局
歐洲貨幣管理局（European Monetary Institute，缩写：EMI）是現時的歐洲中央銀行（European Central Bank，缩写：ECB）的前身。它的功能，主要是維持歐盟成員國的中央銀行之間的合作。
歐洲貨幣管理局是歐盟經濟及貨幣聯盟第二階段計劃的主要貨幣管理機構，於1994年1月成立，直到歐洲中央銀行及歐盟中央銀行系統正式運作時才解散。
歐洲貨幣管理局的首任總裁是Alexandre Lamfalussy。